# Flyvefisk
Exocoetidae eller flyvefiskene er en familie af saltvandsfisk der består af omkring 70 arter grupperet i 7 til 9 slægter. Flyvefisk findes i alle verdenshave, hovedsagelig i varme tropiske og subtropiske vande. Flyvefiskenes mest bemærkelsesværdige kendetegn er ét eller to af deres finnepar, som er usædvanligt store og som sætter fisken i stand til at svæve mindre distancer for at undgå sine fjender. Flyvefisk svæver ligeså godt som fugle.

Som forberedelse til en svæveflugt svømmer flyvefisken hurtigt og tæt på vandoverfladen med svævefinnerne tæt til kroppen, og efterhånden som den forlader vandet spreder den svævefinnerne. Flyvefisken flakser ikke med finnerne. I luften kan den næsten fordoble sin hastighed og nå op til 70 km/t. Svævningerne kan være op til 30-50 meter, men nogle har observeret svævninger på flere hundrede meter, her har flyvefiskene benyttet sig af bølgefrontens opdrift. Fisken kan også lave en serie af svævninger ved at dyppe og piske med halen i vandet og på den måde give fremdrift.
De fleste arter bliver maksimalt op til 30 cm i længde, dog bliver nogle få op til 45 cm. 

## Klassifikation
Familie: Exocoetidae
- Slægt: Cheilopogon
- Slægt: Cypselurus
- Slægt: Exocoetus
- Slægt: Fodiator
- Slægt: Hirundichthys
- Slægt: Oxyporhamphus
- Slægt: Parexocoetus
- Slægt: Prognichthys
- Slægt: [Danichthys]